# Puccinia thiensis
Puccinia thiensis ist eine Ständerpilzart aus der Ordnung der Rostpilze (Pucciniales). Der Pilz ist ein Endoparasit von  Paspalum orbiculare. Symptome des Befalls durch die Art sind Rostflecken und Pusteln auf den Blattoberflächen der Wirtspflanzen. Sie ist auf Neukaledonien endemisch.

## Merkmale

### Makroskopische Merkmale
Puccinia thiensis ist mit bloßem Auge nur anhand der auf der Oberfläche des Wirtes hervortretenden Sporenlager zu erkennen. Sie wachsen in Nestern, die als gelbliche bis braune Flecken und Pusteln auf den Blattoberflächen erscheinen.

### Mikroskopische Merkmale
Das Myzel von Puccinia thiensis wächst wie bei allen Puccinia-Arten interzellulär und bildet Saugfäden, die in das Speichergewebe des Wirtes wachsen. Die Aecien der Art sind bislang nicht bekannt. Die zimtbraunen Uredien wachsen meist 
unterseitig auf den Blättern des Wirtes. Ihre ebenfalls zimtbraunen Uredosporen sind meist eiförmig, 26–32 × 21–25 µm groß und fein stachelwarzig. Die Telien der Art sind schwarzbraun, früh offenliegend und kompakt. Die haselnussbraunen Teliosporen sind zweizellig, in der Regel eiförmig und 30–40 × 16–22 µm groß; ihre Stiele sind braun und bis zu 20 µm lang.

## Verbreitung
Das bekannte Verbreitungsgebiet von Puccinia thiensis umfasst lediglich Neukaledonien.

## Ökologie
Die Wirtspflanze von Puccinia thiensis ist Paspalum orbiculare. Der Pilz ernährt sich von den im Speichergewebe der Pflanzen vorhandenen Nährstoffen, seine Sporenlager brechen später durch die Blattoberfläche und setzen Sporen frei. Die Art verfügt anscheinend über einen Entwicklungszyklus mit Telien und Uredien, der ohne Wirtswechsel auskommt; Spermogonien und Aecien fehlen offenbar.